# Ronald Hunt
Ronald Vincent Hunt  (ur. 5 kwietnia 1929 w Albury. zm. 29 października 2016) – australijski zapaśnik walczący w obu stylach. Olimpijczyk z Rzymu 1960, gdzie zajął piętnaste miejsce w stylu klasycznym i siedemnaste miejsce w wolnym. Walczył w kategorii do 79 kg.

## Letnie Igrzyska Olimpijskie 1960
| Konkurencja          | Rundy eliminacyjne             | Rundy eliminacyjne    | Klas. końcowa |
| Konkurencja          | Przeciwnik I                   | Przeciwnik II         | Miejsce       |
| -------------------- | ------------------------------ | --------------------- | ------------- |
| 79 kg styl klasyczny | Hammou Haddaoui Khadir (MAR) R | Oddvar Barlie (NOR) P | 15.           |

| Konkurencja      | Rundy eliminacyjne    | Rundy eliminacyjne   | Klas. końcowa |
| Konkurencja      | Przeciwnik I          | Przeciwnik II        | Miejsce       |
| ---------------- | --------------------- | -------------------- | ------------- |
| 79 kg styl wolny | Takashi Nagai (JPN) P | Géza Hollósi (HUN) P | 17.           |